# Caroline Aigle
Pour les articles homonymes, voir Aigle (homonymie).
Caroline Aigle est une  pilote de chasse, commandant dans l'Armée de l'air française, née le 12 septembre 1974 à Montauban et morte le 21 août 2007 à Dijon. Elle est, en 1999, la première femme pilote de chasse affectée à un escadron de combat de l'Armée de l'air.

## Biographie

### Enfance et études
Issue d'une famille lorraine, née à Montauban, Caroline Aigle parcourt très jeune une bonne partie de l'Afrique où son père sert comme médecin militaire, avant de rejoindre à quatorze ans le lycée militaire de Saint-Cyr, où elle reste jusqu'en classe de terminale.
Elle effectue ensuite sa préparation aux grandes écoles scientifiques au Prytanée national militaire de La Flèche (mathématiques supérieures et mathématiques spéciales M'). En 1994, elle est admise à la fois à l'École polytechnique et l'École normale supérieure, et choisit Polytechnique,,. Les élèves de cette école ayant le statut militaire, elle effectue sa période militaire de 1994 à 1995 au 13e bataillon de chasseurs alpins.  Durant sa scolarité, elle fait partie de celles qui militent, avec succès, pour que les polytechniciennes puissent porter le bicorne, symbole traditionnel de l'école, qui jusque là était porté seulement par les élèves masculins,. 
À l'issue de ses études à l'X, elle sert dans l'Armée de l'air. En septembre 1997, elle intègre donc celle-ci et commence sa formation au pilotage en ralliant la « division des vols » qui correspond à la troisième et dernière année de l'École de l'air. Elle reçoit son « poignard » d'officier en même temps qu'une autre femme, Énora Chame, qui écrira plus tard un livre relatant sa participation à la MISNUS.

### Pilote de chasse
Le 28 mai 1999, Caroline Aigle est brevetée pilote de chasse en Alpha Jet à la base aérienne 705 de Tours ; elle reçoit son « macaron » des mains du général d'armée aérienne Jean Rannou, chef d'état-major de l'Armée de l'air.
En 2000, elle intègre la base aérienne 115 d'Orange dans l'escadron de chasse 2/5 Île-de-France et effectue sa formation en Mirage 2000. Elle est affectée au Mirage 2000-5 à l'escadron de chasse 2/2 Côte-d'Or à la BA 102 de Dijon, en 2000. Puis elle devient commandant d'escadrille à partir de 2005 (escadrille SPA 57 Mouette).
En septembre 2006, elle est affectée à la « sécurité des vols » du commandement des forces aériennes de la BA 128 de Metz.
Son surnom dans l'Armée de l'air est « Moineau ».

### Une sportive accomplie
Caroline Aigle est aussi une sportive accomplie, championne de France militaire de triathlon 1997, championne du monde militaire de triathlon par équipe 1997 et vice-championne du monde militaire de triathlon par équipe 1999. Elle pratique également une autre de ses passions, la chute libre et le parachutisme d'une manière générale.
Caroline Aigle avait pour ambition de devenir astronaute, pour cela elle avait repris des études d'astrophysique et apprenait le russe. 
Gravement malade, sa dernière grande participation à un événement est d'être, en mai 2007, la marraine du meeting aérien Airexpo à Toulouse. Elle n’a donc pas eu la possibilité de poser sa candidature à la sélection ouverte par l'Agence spatiale européenne le 19 mai 2008, qui voit notamment la sélection de Thomas Pesquet le 20 mai 2009.
Elle meurt le 21 août 2007, âgée de trente-deux ans, d'un cancer foudroyant, un mélanome, décelé quelques mois avant sa disparition.
Ses obsèques sont célébrées le 27 août 2007 en la cathédrale Saint-Bénigne de Dijon. Le général d'armée Abrial, chef d'état-major de l'Armée de l'air, préside les cérémonies en présence du maire de Dijon et de nombreuses personnalités politiques. Caroline Aigle est inhumée au cimetière de Chambolle-Musigny.
Elle totalise alors près de 1 600 heures de vol.

## Vie privée
Caroline Aigle s'est mariée le 8 juin 2002 à Christophe Deketelaere  (pilote de la patrouille Breitling de Dijon) et est devenue mère de deux enfants, Marc et Gabriel. 
Lors de sa seconde grossesse, elle apprend qu'elle est atteinte d'un cancer. Elle fait le choix de poursuivre cette grossesse, avec la conséquence qu'elle ne peut pas se soigner correctement. Son second fils naît avant terme et Caroline Aigle meurt quelques jours plus tard,.

## Hommages

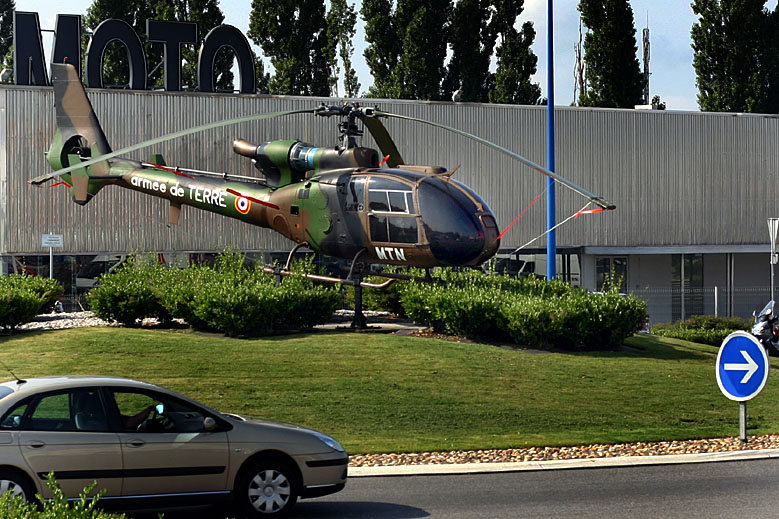
Giratoire « Caroline-Aigle » de l'entrée nord de Montauban, surmonté d'un hélicoptère de type Gazelle.

### Décorations
En 2005, elle reçoit la Médaille d'or de la Défense nationale.
Caroline Aigle est décorée de la médaille de l'Aéronautique à titre posthume par le président de la République, Nicolas Sarkozy, le 2 octobre 2007.

### Événements
- Le 8 mars 2008, à l'occasion de la Journée internationale des droits des femmes, le musée de l'Air et de l'Espace, organise une journée d'hommage à Caroline Aigle pendant laquelle, entre autres, une centaine de femmes pilotes se posent à l'aéroport du Bourget aux commandes de différents appareils (Alpha Jet, Falcon 50, Eurocopter AS-350 Écureuil, Gazelle), avec des équipages militaires féminins[25].
- Les auditeurs de la 187e session régionale de l'Institut des hautes études de Défense nationale (IHEDN), qui s'est tenue à Montpellier, Toulon et Aix-en-Provence en novembre et décembre 2011, ont choisi « Commandant-Caroline-Aigle » comme nom de leur promotion[26].
- Le 7 avril 2014, La Poste a émis un timbre à son effigie[27] ; en fond, un Mirage 2000 sur lequel elle volait[15]. Le timbre est tiré à 1,2 million d'exemplaires, mis en circulation le 7 avril 2014 pour célébrer les 40 ans qu'elle aurait eus en 2014[28]. Les préventes de ce timbre en modèle "premier jour" ont eu lieu à Paris ainsi qu'à Montauban, sa ville de naissance, le 5 avril 2014[29].
- Le 3 juin 2017, lors de la présentation au drapeau de l'École polytechnique, la promotion X2016 a choisi de rendre hommage à Caroline Aigle. À cette occasion, un hymne composé en son souvenir est interprété par les élèves et deux Mirages 2000-5 survolent la cérémonie[30]. En outre, pour lui rendre hommage, les élèves de l'École polytechnique organisent chaque année le « triathlon Caroline-Aigle »[31].
- Le 29 septembre 2018, le Prytanée national militaire a nommé la promotion 2018 « Commandant-Caroline-Aigle » ; les élèves ont créé pour l'occasion un chant en hommage à celle qui les avait précédés[réf. souhaitée].
- Le 1er octobre 2018, les  115 nouveaux cadres administratifs civils du ministère des Armées réunis pour la première fois en promotion de nouveaux arrivants, prennent le nom de « Promotion Commandant Caroline Aigle »[réf. souhaitée].
- La promotion 2018 de l'École de l'air est baptisée en son honneur le vendredi 5 juillet 2019[32].
- Le 27 mai 2024, la base aérienne 204 Mérignac-Beauséjour est baptisée « Caroline Aigle », en présence du chef d’état-major de l’armée de l’Air et de l’Espace (CEMAAE), le général d’armée aérienne Stéphane Mille, qui préside la cérémonie de baptême[33].

### Lieux

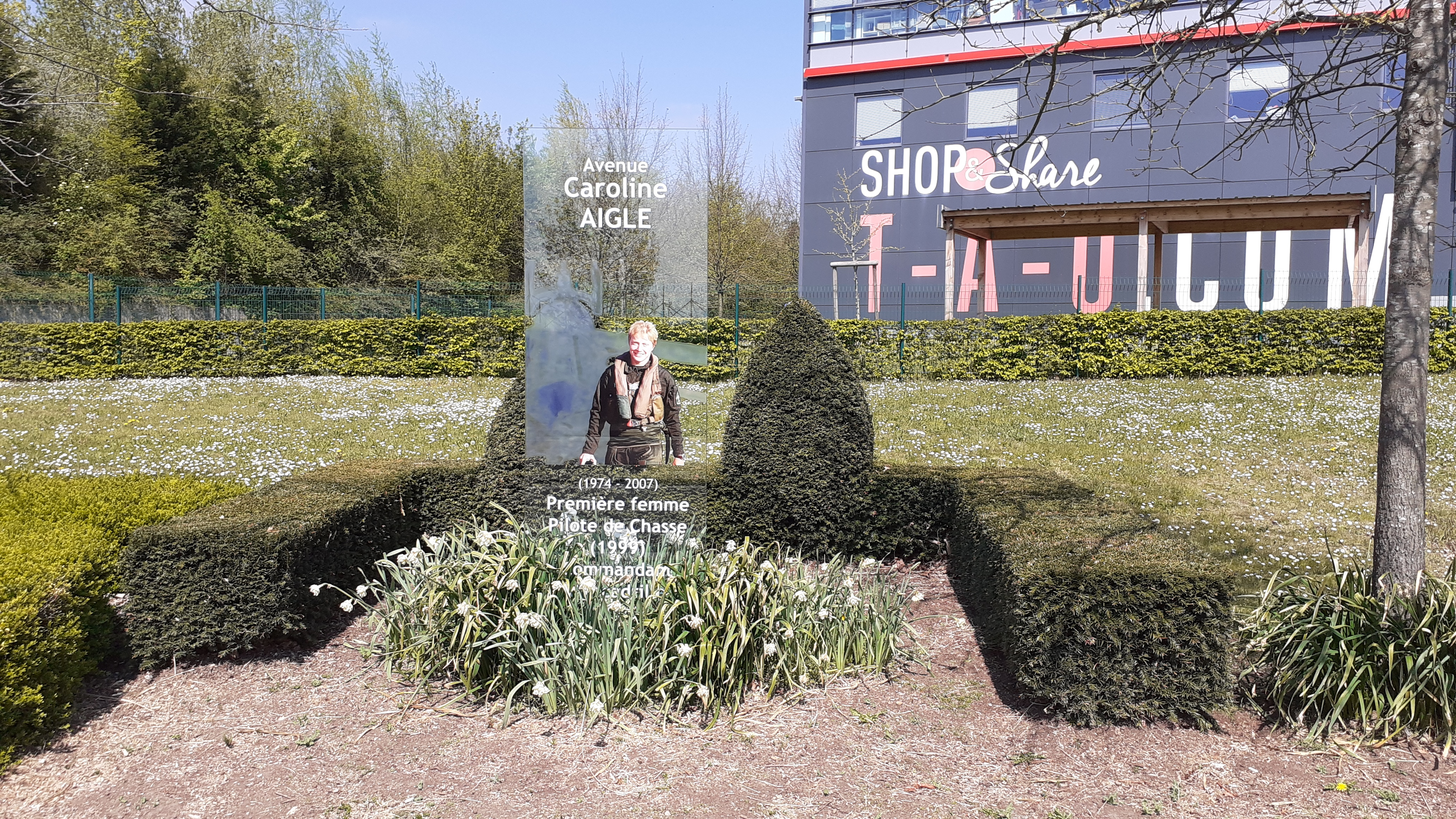
Plaque commémorative Caroline Aigle à Wasquehal.

Plusieurs lieux ont été baptisés en hommage à Caroline Aigle :
- depuis le 26 juin 2008, le centre nautique de l'École polytechnique porte son nom ;
- une station de la ligne 7 du tramway d'Île-de-France porte son nom à Orly ;
- une station de la ligne A du tramway de Bordeaux porte son nom à Mérignac ;
- des établissements scolaires portent le nom de Caroline Aigle : une école à Verdun, une autre à Mondonville et le nouveau groupe scolaire construit à Palaiseau dans le quartier Camille Claudel, proche de l'École polytechnique[34] ; son nom est également donné au lycée public de Nort-sur-Erdre, qui a ouvert ses portes en septembre 2020, par un vote de l'assemblée régionale le 21 mars 2021[35], à un collège de Strasbourg, par un vote de la commission permanente des Conseillers d'Alsace le 26 mars 2021[36] et à un collège de Cergy[37]. L'une des maternelles du Chesnay-Rocquencourt porte son nom depuis 2021[38] ainsi que le nouveau collège de Lançon-Provence ouvert en septembre 2022[39].
- Le jardin Caroline-Aigle, en son hommage, est inauguré dans le parc André-Citroën à Paris le 3 juillet 2015[40].
- De nombreuses voies publiques honorent son nom : une avenue à Wasquehal ; un giratoire surmonté d'un hélicoptère à Montauban[15] ; et des rues à Dijon, Chambolle-Musigny, Crimolois proche de la base aérienne 102 Dijon-Longvic, Poitiers et Toulouse ; une rue du site de l'aéroport de Bordeaux-Mérignac (base aérienne 106) porte son nom ; à proximité de l'aéroport Grenoble-Alpes-Isère, dans une zone dont les voies portent les noms de personnalités de l'aviation[41]. À Aix-en-Provence, à Montfermeil, à Ouges, à Dugny, à Marly, à Yutz, à Sainte-Foy-d'Aigrefeuille, à Guyancourt), à la Fontaine-Étoupefour, aux Herbiers, à Saint-Étienne-de-Saint-Geoirs, à Saint-Cyr-l'École, à Sault-lès-Rethel, à Andernos-les-Bains existent des rues, des voies, allées et impasses « Commandant-Caroline-Aigle ». Au Haillan, une rue et une zone d'activités économiques porte son nom.
- La maison des polytechniciens a nommé un salon en son honneur[42].
- L'École polytechnique a nommé un hall en son honneur[43]